# AR Геркулеса
AR Геркулеса (лат. AR Herculis) — тройная звезда в созвездии Геркулеса на расстоянии приблизительно 4628 световых лет (около 1419 парсек) от Солнца. Видимая звёздная величина звезды — от +11,63m до +10,59m.

## Характеристики
Первый компонент — жёлто-белая пульсирующая переменная звезда типа RR Лиры (RRAB)* спектрального класса A7-F3, или A9,5. Масса — около 2,239 солнечной, радиус — около 4,978 солнечного, светимость — около 39,719 солнечной. Эффективная температура — около 6855 K.
Второй компонент — красный карлик спектрального класса M. Масса — около 119,78 юпитерианской (0,1143 солнечной). Удалён в среднем на 1,957 а.е..
Третий компонент — белая звезда спектрального класса A6*. Масса — не менее 2,1 солнечной*. Орбитальный период — около 34,2 года*.